# HD 161369
HD 161369，又名BD+44 2757，SAO 46906、HR 6612，是一颗恒星，视星等为6.34，位于銀經70.23，銀緯30.34，其B1900.0坐标为赤經17h 40m 7.6s，赤緯+44° 30.34′ 41″。